# إيفو باساي
إيفو باساي (بالإسبانية: Ivo Basay) من مواليد 13 أبريل 1966 بسانتياغو في تشيلي هو مدرب كرة قدم ولاعب كرة قدم تشيلي في مركز الهجوم. شارك مع منتخب تشيلي لكرة القدم. أما مع النوادي، فقد لعب مع إيفرتون دي فينا ديل مار وبوكا جونيورز وستاد ريمس وكولو-كولو ونادي نيكاكسا وكوريكو يونيدو وديبورتيس ماجالانز.

## مسيرته الكروية
لعب إيفو باساي خلال مسيرته الاحترافية مع 7 أندية في تسعة عشر موسمًا وسجل خلالها 200 هدف ضمن 404 مباراة. حيث فاز في موسمين بالكأس وفي أربعة مواسم بالدوري.
خاض إيفو باساي مسيرته مع نادي ديبورتيس ماجالانز ما بين عامي 1983 و1984 في المرة الأولى لمدة موسم واحد ثم ما بين عامي 1985 و1986 لمدة موسم واحد، مشاركًا طوالها في 35 مباراة سجل خلالها 19 هدفًا. ثم انتقل إلى كوريكو يونيدو ما بين عامي 1984 و1985 لمدة موسم واحد، حيث شارك في 14 مباراة سجل خلالها 5 أهداف. لينتقل بعدها إلى نادي إيفرتون دي فينا ديل مار في عامي 1986-1988 ولمدة موسمين، مشاركًا في 31 مباراة سجل خلالها 13 هدفًا. ثم انتقل إلى نادي ستاد ريمس في موسم 1987–88 واستمر معه طيلة ثلاثة مواسم، مشاركًا في 68 مباراة سجل خلالها 29 هدفًا. هذا وانتقل لاحقًا إلى نادي نيكاكسا في موسم 1990–91 في المرة الأولى ليلعب معه أربعة مواسم ثم في موسم 1994–95 لمدة موسم واحد، مشاركًا طوالها في 172 مباراة سجل خلالها 92 هدفًا. ثم انتقل بعدها إلى نادي بوكا جونيورز في موسم 1993–94 لمدة موسم واحد، مشاركًا في 8 مباريات سجل خلالها 4 أهداف. ليعود وينتقل من جديد، لكن هذه المرة إلى نادي كولو-كولو في موسم 1995 ليلعب معه خمسة مواسم، مشاركًا في 76 مباراة سجل خلالها 38 هدفًا.

## روابط خارجية
- ييفو باساي على موقع قاعدة بيانات كرة القدم.إي يو (الإنجليزية)
- ييفو باساي على موقع ناشيونال فوتبول تيمز (الإنجليزية)
- ييفو باساي على موقع Soccerway.com (الإنجليزية)